# ジョナサン・リプニッキ
ジョナサン・リプニッキ（Jonathan Lipnicki,  1990年10月22日 - ）は、アメリカ合衆国の元子役、俳優である。

## 来歴
1990年、カリフォルニア州ウェストレイクビレッジ生まれ。ユダヤ系の家庭だった。5歳の頃の1996年にトム・クルーズ、レネー・ゼルウィガーら出演の『ザ・エージェント』で子役として映画デビュー。同作品での演技力が評価され、1997年にヤング・アーティスト・アワードの10歳以下の子役賞を受賞した。
その後エディ・マーフィ主演の『ドクター・ドリトル』への声の出演を経て、1999年にコメディ映画『スチュアート・リトル』で主人公を演じて注目を集めた。同作品ではジーナ・デイヴィスとヒュー・ローリー演じる夫婦の息子を演じており、2000年にはジーナ・デイヴィスと共に映画の宣伝のために来日も果たした。現在も俳優としての活動を続けており、俳優のみならずプロデューサーとしての顔も持っている。
成長するにつれ自分の演技力に疑問を持つようになり、高校卒業後は演技クラスに通い、舞台でも演技するようになった。

## 出演作品

### 映画
- ザ・エージェント Jerry Maguire (1996)
- ドクター・ドリトル Doctor Dolittle (1998) ※声の出演
- スチュアート・リトル Stuart Little (1999)
- リトル・ヴァンパイア The Little Vampire (2000)
- ロスト・キッズ Like Mike (2002)
- スチュアート・リトル2 Stuart Little 2 (2002)
- When Zachary Beaver Came to Town (2003)
- ザ・L.A.ライオット・ショー The L.A. Riot Spectacular (2005)
- ラブ&マネー For the Love of Money (2012)
- Edge of Salvation (2012)
- Bering Sea Beast (2013) ※テレビ映画
- Bad Ass 2: Bad Asses (2014) ※ビデオ作品

### テレビドラマ
- Meego (1997)
- The Single Guy (1997)
- ドーソンズ・クリーク Dawson's Creek (2000)
- Touched by an Angel (2003)
- 名探偵モンク Monk (2009)
- MotherLover (2012)
- Family Tools (2013)
- Ctrl.Alt.Del (2013)
- Youthful Daze (2014)

### テレビアニメ
- ファミリー・ガイ Family Guy (2005)
- Glenn Martin DDS (2009)